# Leioproctus wagenknechti
Leioproctus wagenknechti är en biart som beskrevs av Toro 1970. Leioproctus wagenknechti ingår i släktet Leioproctus och familjen korttungebin. Inga underarter finns listade i Catalogue of Life.